# Назаренко, Василий Андреевич
Василий Андреевич Назаренко (24 августа 1908, Чигирин — 15 августа 1991, Одесса) — советский химик. Доктор химических наук (1960), профессор (1965), Заслуженный деятель науки УССР (1970), член-корреспондент АН УССР (1972).

## Биография
Родился 24 августа 1908 года в Чигирине в крестьянской семье. В 1924 г. окончил Чигиринскую школу-семилетку, в 1927 г. Черкасскую среднюю сельскохозяйственную школу, в 1931 г. окончил Одесский химико-фармацевтический институт по специализации фармакохимия.
С апреля 1931 по 1938 работал судебным химиком в Одесской областной судебной медицинской лаборатории. Одновременно с февраля 1933 начал работать химиком в Укргиредмете (с 1957 г. — Одесские лаборатории ИОНХ АН УССР, с 1977 г. — Физико-химический институт Академии Наук УССР). Все последующие годы (до 15 августа 1991 г.) трудился в этом учреждении.
Кандидатскую диссертацию защитил в 1946 г. в Одесском государственном университете, докторскую — в 1960 г. в ГЕОХИ АН СССР. В 1952 г. В. А. Назаренко была присуждена Сталинская премия, в 1970 г. — звание заслуженного деятеля науки УССР. В 1972 г. его избрали членом-корреспондентом АН УССР.

## Великая Отечественная война
С июня 1941 г. и по сентябрь 1945 г. находился в действующей армии, все военные годы — участник боевых действий. Окончил войну капитаном, помощником начальника химотдела 65-й армии. Награждён боевыми орденами и медалями.

## Научная деятельность
Решающие влияние на профессиональную судьбу и область научных интересов Василия Андреевича оказал его учитель, профессор Химфарминститута Абрам Семенович Комаровский, который привлек способного студента (вместе с будущими известными советскими химиками-аналитиками: Н. С. Полуэктовым, И. М. Коренманом, В. Т. Чуйко) к исследованиям аналитических реакций ионов элементов (прежде всего, редких металлов) с органическими реагентами, работам в области анализа горных пород, руд и минералов. В русле этого приоритетного для тех лет научного направления выполнены первые работы В. А. Назаренко, посвященные определению бериллия с хинализарином, углерода в углестых колчеданах, серы в сульфидных рудах, циркония, ванадия, бора в золах каменных углей; создана походная лаборатория, получившая одобрение самого А. Е. Ферсмана.
В 1943 г. в Томске профессор А. С. Комаровский издал первую книгу своих учеников по анализу и минералов в полевых условиях. И сегодня аналитика «в поле» относится к числу актуальных направлений, прежде всего экомониторинга. Вторая книга В. А. Назаренко и Н. С. Полуэктова по этой тематике была в 1950-е годы в СССР единственным и наиболее полным руководством по анализу геохимических объектов. Вскоре она была переведена на венгерский (1952 г.) и китайский (1954 г.) языки.
Умер 15 августа 1991 года в Одессе. Похоронен на Новогородском (Таировском) кладбище.

### Монографии
- Назаренко В. А., Полуэктов Н. С. «Краткое руководство по качественному и количественному анализу руд и минералов в полевых условиях». Изд-во Зап.-Сиб. геолог. упр-ния. 1943.
- Назаренко В. А., Полуэктов Н. С. «Полумикрохимический анализа минералов и руд». М.: Госхимиздат, 1950.
- Назаренко Н. А., Антонович В. П. «Триоксифлуороны». М. Наука. 1973
- Назаренко Н. А. «Аналитическая химия германия». М.: Наука. 1973
- Назаренко В. А., Антонович В. П., Невская Е. М. Гидролиз ионов металлов в разбавленных растворах. М.: Атомиздат, 1979.